# Polens parlament
Polens parlament er en fællesbetegnelse for Polens to politiske parlamentskammer, overhuset senatet og underhuset Sejm. Polens parlament har ikke et fællesnavn.
Medlemmerne af begge kamre er valg i folkelige afstemninger, for en periode på fire år. Sejm har 460 medlemmer, imens Senatet har 100 senatorer. For at en lov kan vedtages, skal den stemmes igennem begge kamre. Sejm kan dog nedstemme Senatets afvisning af at vedtage et lovforslag.
I november 2020 var parlamentet midlertidigt suspenderet officielt grundet coronavirus.